# Brad Dourif
Bradford Claude "Brad" Dourif, född 18 mars 1950 i  Huntington, West Virginia, är en amerikansk skådespelare, känd bland annat som Billy Bibbit i filmen Gökboet, som rösten till Chucky i Den onda dockan-filmerna samt för sin roll som Ormtunga i Sagan om de två tornen. Han spelar ofta excentriska och mer eller mindre störda karaktärer, vilket till exempel kan ses i de två David Lynch-filmerna Dune från 1984 och Blue Velvet från 1986.
Han har även spelat Lon Suder, en Betazoid ombord på skeppet Voyager i serien Star Trek: Voyager, och Doc Cochran i tv-serien Deadwood.
1984 medverkade Dourif i musikvideon till låten Stranger in Town av bandet Toto. 

## Filmografi
- 1975 – Gökboet
- 1984 – Dune
- 1986 – Blue Velvet
- 1988 – Mississippi brinner
- 1988 – Den onda dockan
- 1990 – Den onda dockan 2
- 1990 – Nattarbete
- 1991 – Den onda dockan 3
- 1993 – Amos & Andrew
- 1996 – Star Trek: Voyager (Avsnitten "Meld", "Basics part 1", "Basics part 2" och "Counterpoint")
- 1997 – Alien återuppstår
- 1998 – Bride of Chucky
- 2002 – Sagan om de två tornen
- 2004 – Seed of Chucky
- 2007 – Halloween
- 2011 – Priest
- 2013 – Curse of Chucky